# Poppe (Orgelbauer)

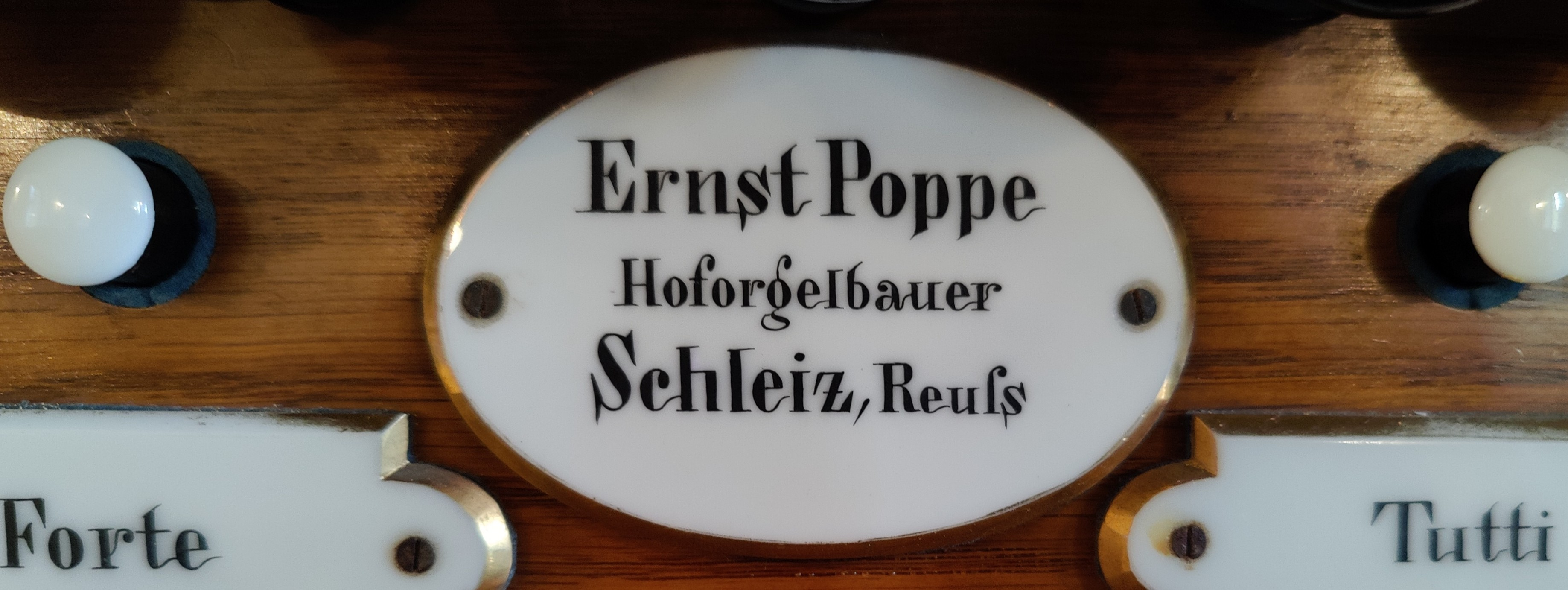
Firmenplakette in Seubtendorf (1906)

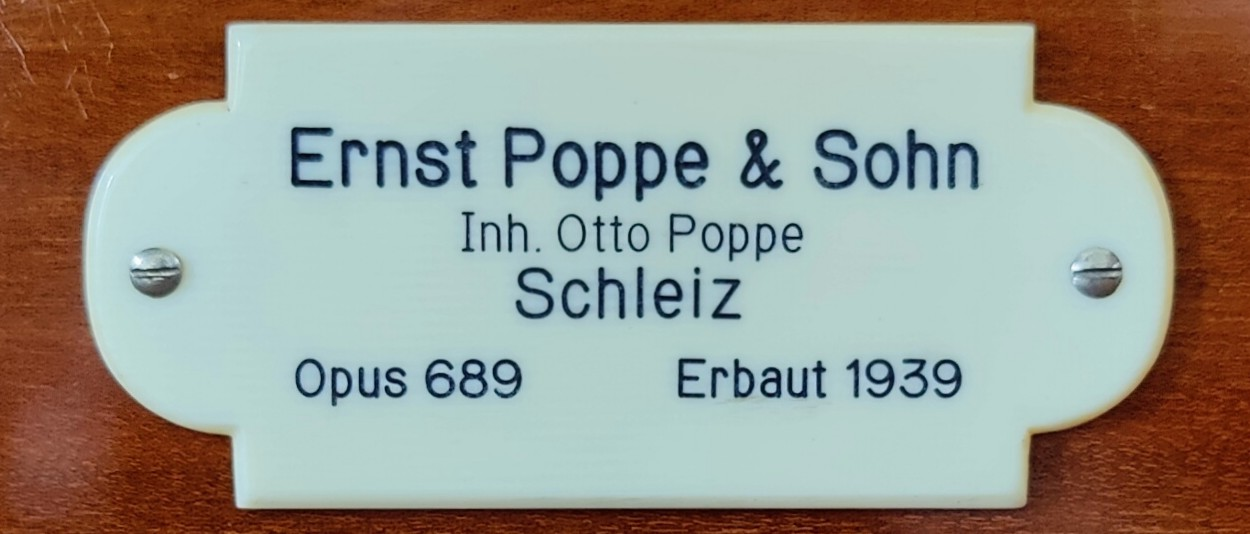
Firmenplakette in Wernburg (1939)

Poppe ist der Name einer Orgelbauerfamilie aus dem thüringischen Stadtroda, damals Roda. Das Wirken der Familie vollzog sich vom 18. bis zum 20. Jahrhundert.

## Geschichte
Seit der Gründung 1757 betrieb die Familie Poppe in der Nähe des Stadtrodaer Stadttores über sechs Generationen ihre Orgelbauerwerkstatt bis zum Ende des Zweiten Weltkriegs. 70 Orgeln im Ostthüringer Raum zeugen von ihrem Schaffen.
Im Jahr 1859 gründete Daniel Adolph Poppe mit seinen Söhnen Ernst und Adolf die Firma Gebr. Poppe, die bis 1889 bestand. Sie wurde 1889 unter dem neuen Namen Ernst Poppe & Sohn von (Johann) Ernst (Karl) und seinem Sohn Bernhard geleitet und bis 1928 fortgeführt.
Ende des 19. Jahrhunderts wurde eine Filiale im badischen Rheinsheim gegründet. Joseph Poppe verlegte 1901 den Sitz der Firma A. Poppe & Söhne von Rheinsheim nach Knittelsheim (Pfalz) und 1905 nach Offenbach an der Queich beim pfälzischen Landau. 1910 lieferte er die Orgel für die protestantische Kirche in Bexbach-Höchen. 1967 starb er.
Die Stadtrodaer Firma verlegte ihren Sitz 1902 nach Schleiz. Der vorletzte Firmeninhaber war Friedrich Ernst Poppe, Sohn von Otto Poppe und Enkel von Ernst Poppe. Er starb am 22. April 1945 bei Kämpfen im Raum Augsburg. Im Zuge der Besetzung von Schleiz verschleppte die Rote Armee den letzten Inhaber in das KZ Buchenwald. Er kehrte nicht zurück und wurde 1947 für tot erklärt.

## Familienmitglieder
Die Orgelbauerfamilie lässt sich über drei Jahrhunderte nachweisen:
- Johann Christian (* 9. August 1726 in Roda; † 10. Dezember 1781 in Roda), gründete 1757 die Orgelbauwerkstatt
- Christian Friedrich (I.), (* 3. Oktober 1751 in Roda; † 11. November 1812 in Roda), einziger Sohn von Johann Christian
- Christian Friedrich (II.) (* 13. September 1776 in Roda; † 20. Mai 1834 in Gößnitz), ältester Sohn von Christian Friedrich I.
- Ludwig (Louis) Wilhelm Caspar (* 17. September 1779 in Roda; † 11. November 1859 in Roda), Sohn von Christian Friedrich I., heiratete am 3. November 1807 die Tochter Regina des Kollegen Christian August Gerhard aus Lindig
- Johann August (* 15. November 1782 in Roda; † ca. 1850 in Jena), Sohn von Christian Friedrich I.
- Carl Ernst Poppe (* 7. Oktober 1807 in Roda; † 10. März 1881 in Altenburg), Sohn von Johann August, ab 1834 mit seinem Bruder Johann Gottlieb als Orgelbauer in Altenburg
- Johann Gottlieb (* 22. Oktober 1809 in Roda; † 1. August 1884 in Altenburg), Sohn von Johann August
- (Daniel) Adolph (* 16. Oktober 1807; † 28. Juli 1885), Sohn von Christian Friedrich I. aus zweiter Ehe
- Johann Ludwig (* 6. Oktober 1808 in Roda; † 8. August 1827 in Roda), Sohn von Louis
- (Ernst Heinrich) Adolf (* 9. Juni 1837; † in Landau), Sohn von Daniel Adolph
- (Johann) Ernst (Karl) (* 2. April 1840; † 9. August 1931), Sohn von Daniel Adolph
- Bernhard (Karl Ernst) (* 12. Oktober 1872; † 12. November 1904), Sohn von Johann Ernst Karl
- (Friedrich) Otto (* 22. Juni 1889; † um 1945), Sohn von Johann Ernst Karl
- Friedrich Ernst Kraft (* 1919; † 22. April 1945), Sohn von Friedrich Otto
- Joseph (Adolf) (* 11. Oktober 1879 in Roda; † 4. April 1967 in Kirschweiler), Sohn von Ernst Heinrich Adolf

## Werke (Auswahl)
| Jahr      | Ort                        | Kirche                                 | Bild | Manuale | Register | Bemerkungen Weblinks |
| --------- | -------------------------- | -------------------------------------- | ---- | ------- | -------- | --- |
| 1778      | Tröbnitz                   | Dorfkirche Tröbnitz                    |      | II/P    | 17       | Christian Friedrich (I.) |
| 1782      | Kayna                      | Kirche zu Kayna                        |      | II/P    | 16       | Christian Friedrich (I.) |
| 1784      | St. Gangloff               | Dorfkirche St. Gangloff                |      | II/P    | 21       | Christian Friedrich (I.); Restaurierung 2004–2010 durch Gerd-Christian Bochmann. |
| 1783–1785 | Naumburg (Saale)           | Marien-Magdalenen-Kirche (Naumburg)    |      | II/P    | 23       | Christian Friedrich (I.); 1869 Neubau durch Friedrich Ladegast im alten Gehäuse |
| 1796      | Burgau                     | Dreifaltigkeitskirche (Burgau)         |      | II/P    | 19       | Christian Friedrich (I.) |
| 1798      | Bärenwalde                 | Dorfkirche                             |      | II/P    | 24       | Christian Friedrich, nur Gehäuse mit Spielschrank erhalten |
| 1802      | Kosma                      | Zu unserer lieben Frauen               |      | II/P    | 22       | Christian Friedrich (I.) |
| 1804      | Großenstein                | St. Bartholomäus (Großenstein)         |      | II/P    | 28       | Ersetzte die zum Wiederaufbau der Kirche 1759 errichtete Orgel. 1917 wurden Zinnpfeifen zugunsten von Zinkpfeifen aufgegeben. Restauriert 1992 von Vogtländischer Orgelbau Thomas Wolf: Disposition |
| 1815      | Großpötzschau              | Auferstehungskirche                    |      | I/P     | 13       | 1996 in Scheune ausgelagert, seit 2014 Restaurierung in mehreren Bauabschnitten; zum großen Teil erhalten |
| 1817      | Rückersdorf                | Dorfkirche                             |      |         |          | Christian Friedrich (II.) |
| 1818      | Markwerben                 | Dorfkirche Markwerben                  |      |         |          | Christian Friedrich (II.) |
| 1818      | Eckolstädt                 | Dorfkirche                             |      | II/P    | 22       | August Poppe |
| 1818      | Lohma                      | Jacobikirche                           |      | I/P     | 9        | Louis und August Poppe; zum großen Teil erhalten |
| 1824      | Brahmenau                  | Dorfkirche Brahmenau                   |      | I/P     | 12       | Johann August Poppe; rekonstruiert |
| 1828/1829 | Nobitz                     | Dorfkirche Nobitz                      |      | II/P    | 29       | Auf der Westempore steht die Orgel, in der einige Register aus der Vorgängerorgel von Tobias Heinrich Gottfried Trost enthalten sind. Die Orgel ist nicht mehr spielbar. |
| 1830      | Magdala                    | St. Johannis                           |      | II/P    | 19       | Johann August Poppe; sieben Umbauten: 1835 durch Johann Christian Adam Gerhard aus Dorndorf, 1902, 1910, 1921 (Ersatz der für Kriegszwecke geopferten Pfeifen), 1940 durch Gerhard Kirchner aus Weimar, 1983 durch Norbert Sperschneider, 1999–2009; 2014 immer noch restaurierungsbedürftig (derzeit II/P/16) |
| 1832–1835 | Gößnitz                    | St.-Annen-Kirche                       |      | II/P    | 30       | Orgel neu gebaut von Christian Friedrich II. Poppe (Stadtroda), nach seinem Tod vollendete sie sein Bruder Johann August Poppe (Jena). Sie wurde zweimal umgebaut, 1899 bis 1900 von Hegermann, Altenburg und 1978 von der Orgelbaufirma Schuster.                                                             |
| 1834      | Kleineutersdorf            | St. Peter und Paulus (Kleineutersdorf) |      | II/P    | 20       | restauriert 1997/1998 von Vogtländischer Orgelbau Thomas Wolf: Disposition |
| 1838      | Geißen                     | Kirche Geißen                          |      | I/P     | 10       | Carl Ernst Poppe |
| 1840      | Gütterlitz                 | St.-Martin-Kirche                      |      | I/P     | 9        | Carl Ernst Poppe, Ehrenhain bei Altenburg. Mensur nach „Töpfer's Orgelbaukunst“. Weitgehend original erhalten, 1997 restauriert. |
| 1849      | Zschernitzsch bei Schmölln | Zschernitzscher Kirche                 |      | I/P     | 7        | Carl Ernst Poppe; 2008 Instandsetzung durch Rösel (Saalfeld). |
| 1850      | Steinsdorf                 | Dorfkirche Steinsdorf                  |      | II/P    | 12       | Carl Ernst Poppe |
| 1852      | Altenburg-Rasephas         | St.-Katharinenkirche                   |      | II/P    | 9        | Carl Ernst Poppe |
| 1855      | Jenaprießnitz              | Dorfkirche Jenaprießnitz               |      | I/P     | 11       | Adolph Poppe |
| 1862      | Eisenberg                  | Schlosskirche                          |      | II/P    | 26       | Carl Ernst Poppe. Die Orgel wurde 1683 von Donat errichtet und 1731–1733 von Tobias Heinrich Gottfried Trost umgebaut. 1862 erfolgte ein Umbau durch Carl Ernst Poppe (Altenburg) für 392 Taler; dabei weitere Umdisponierung.                                                                                 |
| 1866      | Bad Klosterlausnitz        | Kirche Klosterlausnitz                 |      |         |          | 1984 wurde die Orgel eingelagert, 1985 schuf Gerhard Böhm eine neue Orgel (eingebaut in das restaurierte Gehäuse der Poppe-Orgel). Seit 2001 erklingt die Poppe-Orgel in der Marienkirche Crawinkel (siehe unter Jahr 2001).                                                                                   |
| 1873      | Seiffen                    | Seiffener Kirche                       |      | II/P    | 16       | Gebrüder Ernst und Adolf Poppe; 1959 und 1983 durch die Firmen Schmeisser (Rochlitz) und Eule (Bautzen) verändert und im Klang barockisiert, 1999 durch Jehmlich (Dresden) restauriert → Orgel |
| 1873      | Ruttersdorf                | Dorfkirche Ruttersdorf                 |      | II/P    | 15       | Gebr. Poppe |
| 1874      | Oberneuschönberg           | Bergkirche                             |      | II/P    | 21       | Gebrüder Ernst und Adolf Poppe; Restaurierung 2015 durch Orgelbau Peiter |
| 1880      | Schönbrunn                 | St. Marien                             |      | I/P     | 8        | Ernst Poppe, 2015 restauriert durch Orgelbau Kutter → Orgel |
| 1884      | Eisenberg                  | Stadtkirche St. Peter                  |      | II/P    | 26       | Gebr. Adolf & Ernst Poppe; neugotisches Gehäuse erhalten, Werk von Böhm (Gotha) von 1977. → Orgel |
| 1885      | Hermsdorf                  | St.-Salvator-Kirche                    |      | II/P    | 32       | Gebr. Poppe, ersetzt |
| 1886      | Flemmingen                 | Dorfkirche                             |      | II/P    | 14       | Gebr. Poppe; von 2002 bis 2004 umfangreich restauriert. |
| 1888      | Bobeck                     | Dorfkirche Bobeck                      |      | II/P    | 12       | Gebr. Poppe |
| 1888      | Rödersdorf (Göschitz)      | St. Jodocus-Kirche                     |      | II/P    | 14       | Gebr. Poppe |
| 1889–1890 | Kranichfeld                | Michaeliskirche                        |      | II/P    | 22       | Gebr. Poppe, 1937 Neubau durch Orgelbau-Anstalt W. Sauer |
| 1900      | Löhma                      | St. Moritz                             |      | II/P    | 10       | Ernst Poppe und Sohn; seit längerem unspielbar → Orgel |
| 1902      | Oschitz                    | St. Markus                             |      | II/P    | 13       | Ernst Poppe; überholt 2006 → Orgel |
| 1906      | Seubtendorf                | Dorfkirche                             |      | II/P    | 10       | Ernst Poppe & Sohn → Orgel |
| 1907      | Wintersdorf (Meuselwitz)   | St. Walburga                           |      | II/P    | 15       | Ernst Poppe |
| 1910      | Höchen                     | Protestantische Kirche                 |      | II/P    | 13       | A. Poppe & Söhne |
| 1910      | Zoppoten                   | St. Martin                             |      | II/P    | 17       | Ernst Poppe und Sohn; überholt 2006 → Orgel |
| 1919      | Mielesdorf                 | Dorfkirche                             |      | II/P    | 10       | Ernst Poppe und Sohn → Orgel |
| 1923      | Großsaara                  | St. Maria                              |      | II/P    | 12       | Ernst Poppe und Sohn, Opus 86 |
| 1935      | Stelzendorf                | Ev. Kirche                             |      |         |          | Ernst Poppe und Sohn |
| 1939      | Schleiz                    | Stadtkirche St. Georg                  |      | III/P   | 34       | Ernst Poppe und Sohn; 2016 grundlegend erneuert durch Hoffmann & Schindler → Orgel |
| 1939      | Wernburg                   | St. Ursula                             |      | II/P    | 19       | Ernst Poppe und Sohn; hinter Prospekt von F. W. Dornheim (1859) → Orgel |
| 2001      | Crawinkel                  | Marienkirche                           |      | II/P    | 26       | Die Orgel aus der Kirche Klosterlausnitz (1984 eingelagert; das Orgelgehäuse verblieb dort) wurde von Rösel & Hercher Orgelbau restauriert und erklingt seit 2001 hier (siehe unter Jahr 1866). |